# Maison de Hohenzollern-Sigmaringen
Pour les articles homonymes, voir Hohenzollern-Sigmaringen.
La maison de Hohenzollern-Sigmaringen est le rameau cadet de la branche aînée, catholique, de la famille des Hohenzollern, divisé à son tour en deux branches, une aînée à la tête de laquelle se trouve à ce jour le prince Charles Frédéric de Hohenzollern, puis une branche cadette qui régna en Roumanie et dont subsistent deux rameaux : le rameau aîné de Paul de Roumanie, et le rameau cadet et anciennement régnant de son oncle, l'ex-roi Michel Ier.
De Frédéric IV de Hohenzollern, comte de Zollern après Frédéric III, sont issues plusieurs branches souveraines. Elles régnèrent sur de petites principautés en Souabe, dont la principauté de Hohenzollern-Sigmaringen. En 1849, au milieu du XIXe siècle, son chef céda volontairement sa souveraineté sur cette dernière à la Prusse. Mais l'un de ses fils, Karl, a été élu en 1866 prince de Roumanie puis proclamé roi en 1881. L'actuelle famille royale de Roumanie, qui a régné jusqu'en 1947, est donc un rameau des Hohenzollern-Sigmaringen.
Les Hohenzollern-Sigmaringen étaient à la tête de domaines importants dans l'Allemagne d'avant l'Empire. Elle fournit un prince (de 1866 à 1881) puis des souverains (de 1881 à 1947) du royaume de Roumanie. L'opposition de la France à leur candidature au trône d'Espagne fut une des causes de la guerre franco-prussienne de 1870-1871, et donc de la proclamation de l'Empire allemand en janvier 1871.
Le comté de Hohenzollern-Sigmaringen fut créé en 1576.
- 1576-1606 : Karl II
- 1606-1623 : Johannes

En 1623, Jean de Hohenzollern-Sigmaringen est élevé au rang de prince en récompense pour son soutien à Maximilien Ier de Bavière et Ferdinand II du Saint-Empire.
- 1623-1638 : Johannes
- 1638-1681 : Meinrad Ier
- 1681-1689 : Maximilian Ier
- 1689-1715 : Meinrad II
- 1715-1769 : Franz-Joseph
- 1769-1785 : Karl
- 1785-1831 : Aloys
- 1831-1848 : Karl
- 1848-1849 : Karl Anton

En 1850, la principauté de Hohenzollern-Sigmaringen fut vendue à la branche franconienne de la Maison de Hohenzollern, elle fut incorporée au royaume de Prusse. Dès lors, les membres de la famille continueront à porter le titre de princes de Hohenzollern-Sigmaringen (Fürsten Hohenzollern-Sigmaringen) jusqu'à nos jours.

## Chefs de la maison de Hohenzollern-Sigmaringen
- 1849-1905 : Leopold von Hohenzollern-Sigmaringen
- 1905-1927 : Wilhelm von Hohenzollern-Sigmaringen
- 1927-1965 : Friedrich von Hohenzollern-Sigmaringen
- 1965-2010 : Friedrich Wilhelm von Hohenzollern-Sigmaringen (1924-2010)
- depuis 2010 : Karl Friedrich von Hohenzollern-Sigmaringen (1952)

## Maison de Roumanie

Armoiries de la maison de Roumanie

Les principautés unies de Roumanie sont créées en 1859, quand le prince Alexandru Ioan Cuza réunit la Moldavie et la Valachie et devient le prince Alexandre-Jean Ier de Roumanie.
Ses réformes déplaisent à la noblesse roumaine, qui obtient sa destitution par le Parlement roumain en 1866 ; pour le remplacer, elles élisent un prince allemand, Karl von Hohenzollern-Sigmaringen, qui prend le nom de Carol Ier et fonde une dynastie héréditaire qui règne sur le pays durant 81 ans.
En 1881, la principauté de Roumanie est érigée en royaume de Roumanie.
- 1866-1914 : Carol Ier
- 1914-1927 : Ferdinand Ier
- 1927-1930 : Michel Ier (régence)
- 1930-1940 : Carol II
- 1940-1947 : Michel Ier

Le 6 mars 1945, le Parti communiste roumain prend le pouvoir. le 30 décembre 1947, la monarchie est abolie et remplacée par la République populaire roumaine. Son abdication ayant été obtenue sous la menace par le représentant soviétique Andreï Vychinski et par les communistes roumains, l'ancien roi Michel Ier prétendra au trône de Roumanie jusqu'en 2007.
Le 30 décembre 2007, lorsque cette dynastie adopte ses « nouvelles lois fondamentales de la famille royale de Roumanie », elle abandonne le nom Hohenzollern-Sigmaringen et ses titres allemands : dès lors, seuls ses titres roumains doivent lui être conférés et quant au trône de Roumanie, il n'est plus « revendiqué » mais « attendu », au sens que « si le peuple roumain le souhaite », le chef de la dynastie (Michel Ier jusqu'en 2016 et sa fille Margareta depuis) est « prêt à en assumer la charge ».

## Arbre généalogique
```
Charles-Antoine de Hohenzollern-Sigmaringen
 (1811-1885), prince souverain de Hohenzollern-Sigmaringen (1848-1849)
  x 1834 
Joséphine de Bade
 (1813-1900)
  ├─
Carol 
I
er
 de Roumanie
 (
Carol al României
) (1839-1914), prince souverain de Roumanie (1866-1881), roi de Roumanie (1881-1914)
  │   x 1869 
Élisabeth de Wied
 (Carmen Sylva) (1843-1916)
  │   ├─
Marie de Roumanie
 (1870-1874)
  ├─
Léopold de Hohenzollern-Sigmaringen
 (1835-1905)
  │   x 1861 
Antónia de Portugal
 (1845-1913)
  │   ├─
Guillaume de Hohenzollern-Sigmaringen
 (1864-1927) : branche aînée des princes de Hohenzollern   
  │   ├─
Ferdinand 
I
er
 de Roumanie
 (
Ferdinand al României
) (1865-1927), roi de Roumanie (1914-1927)
  │   │   x 1893 
Marie d'Édimbourg
 (1875-1938)
  │   │   ├─
Carol II
 (
Carol al României
) (1893-1953), roi de Roumanie (1930-1940)
  │   │   │   x 1918 
Ioana Valentina dite Zizi Lambrino
 (1898-1953) (annulé civilement en 1919, 
mais pas religieusement
)
  │   │   │   ├─
Carol de Roumanie
 (1920-2006)
  │   │   │   │  ├─
Paul de Roumanie
 (1948)
  │   │   │   │  │  ├─Carol-Ferdinand de Roumanie (2010)
  │   │   │   │  ├─Alexandru de Roumanie (1961)
  │   │   │   x 1921 
Hélène de Grèce
 (1896-1982), fille de 
Constantin 
I
er
 de Grèce
 (divorce en 1928)
  │   │   │   ├─
Michel 
I
er
 de Roumanie
 (
Mihai al României
) (1921-2017), roi de Roumanie (1927-1930, puis 1940-1947)
  │   │   │   │  x 1948 
Anne de Bourbon-Parme
 (1923-2016)
  │   │   │   │  ├─
Margareta de Roumanie
 (1949)
  │   │   │   │  │ x 1996 
Radu Duda
 (1960)
  │   │   │   │  ├─
Elena de Roumanie
 (1950)
  │   │   │   │  │ x 1983 Robin Medforth-Miles (1942), divorce en 1991
  │   │   │   │  │ x 1998 Alexander Philipps Nixon McAteer (1964)
  │   │   │   │  ├─
Irina de Roumanie
 (1953)
  │   │   │   │  │ x 1984 John Krenger (1945)
  │   │   │   │  ├─
Sofia de Roumanie
 (1957)
  │   │   │   │  │ x 1998 Michel Biarneix de Laufenburg (1957), divorce en 2001
  │   │   │   │  ├─
Marie de Roumanie
 (1964)
  │   │   │   │  │ x 1995 Kazimierz Mystkowski (1958), divorce en 2000)
  │   │   │   x 1947 Elena Lupescu (1902-1977)
  │   │   ├─Elisabeta de Hohenzollern-Sigmaringen (1894-1956), épouse du roi 
Georges II de Grèce

  │   │   ├─Maria (1900-1961), épouse du roi 
Alexandre 
I
er
 de Yougoslavie

  │   │   ├─Nicolae de Hohenzollern-Sigmaringen (1903-1978)
  │   │   ├─Ileana de Hohenzollern-Sigmaringen (1909-1961), archiduchesse d'Autriche (père probable : 
Barbu Știrbei
)
  │   │   ├─Mircea de Hohenzollern-Sigmaringen (1913-1916) (père probable : Barbu Știrbei)
  ├─
Marie de Hohenzollern-Sigmaringen
 (1845-1912) 
  │   x 1867 
Philippe de Belgique
 (1837-1905)
  │   ├─
Albert
 
I
er
 de Belgique
 (1875-1934), roi des Belges (1909-1934)
  ├─
Stéphanie de Hohenzollern-Sigmaringen
 (1837-1859) 
  │   x 1858 
Pierre V de Portugal
 (1837-1861), roi de Portugal et des Algarves (1853–1861)
```

## Pour approfondir